# ФК Напредак Старо Ланиште
ФК Напредак је фудбалски клуб из Старог Ланишта, Јагодина, Србија. Клуб је основан 1976.

## Историја
Иако је клуб основан релативно касно, фудбал у Старом Ланишту има дужу традицију.
Одлуком СО Светозарево село Ланиште је 1955. године подељено на Ново Ланиште и Старо Ланиште. 
У Ланишту је још од 1938. године постојао ФК Млади радник са својим тереном. У њему су фудбалери из Старог Ланишта играли тако да није постајао већи интерес за формирањем сопственог клуба.
Тако је било све до 1976. године када је донета одлука о формирању ФК Напредак Старо Ланиште, међутим клуб се убрзо гаси на крају јесење сезоне 1978/79. године.
После паузе од скоро 5 година, клуб се поново формира средином 1983.године, а годину дана касније добија и свој терен у селу. Тиме је стављена тачка на играње на теренима у Новом Ланишту у почетку а касније у Кочином Селу.
Почетком сезоне 1996/97. године клуб се поново гаси а до трећег формирања након двогодишње паузе долази 1998. године.
Највреднији резултати су пласман у 1. лигу Светозарева 1985/86, где је клуб играо само једну сезону као и у Међуопштинску лигу "Север" 2005/06. када је такође играна само једна сезона.
Од сезоне 2013/14. клуб је по други пут у историји члан Међуопштинске лиге "Север",овога пута у њој проводи три сезоне до сезоне 2015/16 када испада и враћа се у 1.лигу Јагодине.